# Igreja da Santíssima Anunciada dos Catalães
A Igreja da Santíssima Anunciada dos Catalães (em italiano:  Chiesa della Santissima Annunziata dei Catalani) é uma igreja em Messina, Sicília , Itália. A igreja foi fundada no século XII com o nome de Santa Maria di Castellammare. O edifício, que mostra linhas bizantinas, românicas, árabes e normadas. A igreja foi renomeada '''Santissima Annunziata Dei Catalani''' por volta do século XIV e tornou-se uma capela durante o domínio aragonês. De acordo com a maioria dos historiadores, foi construída sobre as ruínas de um templo antigo dedicado a Neptuno e sobre as ruínas de uma mesquita árabe.
A igreja data do século XII, quando a Sicília estava sob domínio normando foi construída sobre as ruínas de um antigo templo dedicado a Neptuno, a igreja é um exemplo da arquitetura normanda siciliana com a sua mistura de diferentes elementos culturais. A igreja exibe influências da arquitetura árabe e bizantina e também contém elementos romanos . A abside, em particular, está excepcionalmente bem preservada. Anteriormente conhecida como "Annunziata di Castellammare" devido à sua proximidade a uma fortaleza medieval homónima que guardava a entrada do porto e do estaleiro, o seu nome mais tarde estabelecido deriva de comerciantes da Catalunha que se estabeleceram em Messina no século XVI.É uma das poucas estruturas que sobreviveu ao catastrófico terramoto de 1908 que destruiu grande parte de Messina, reduziu as dimensões do edifício. Como resultado do terramoto, a igreja está situada 3 metros abaixo do nível da rua reconstruída.

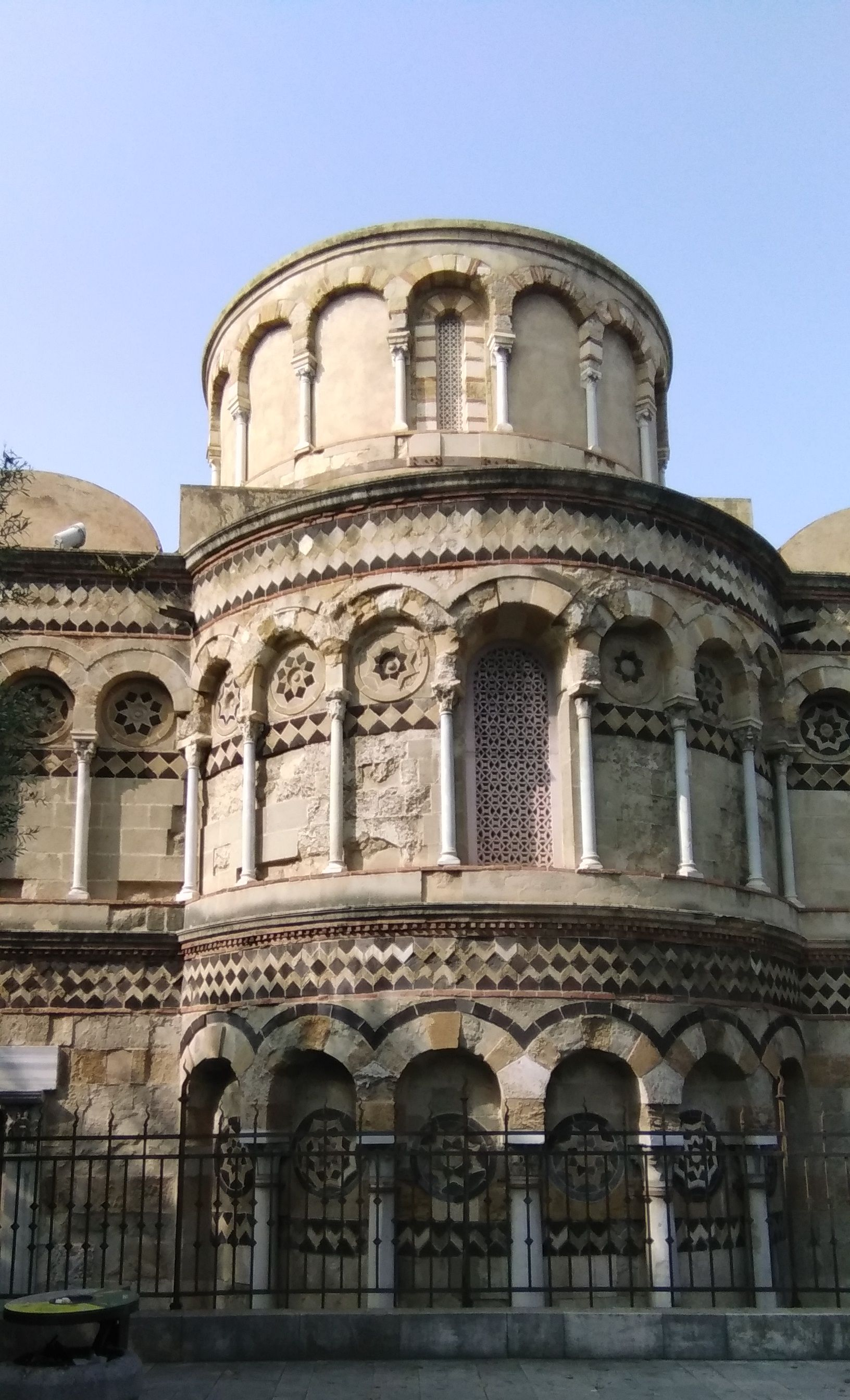
A abside bem preservada da igreja voltada para a Via Garibaldi

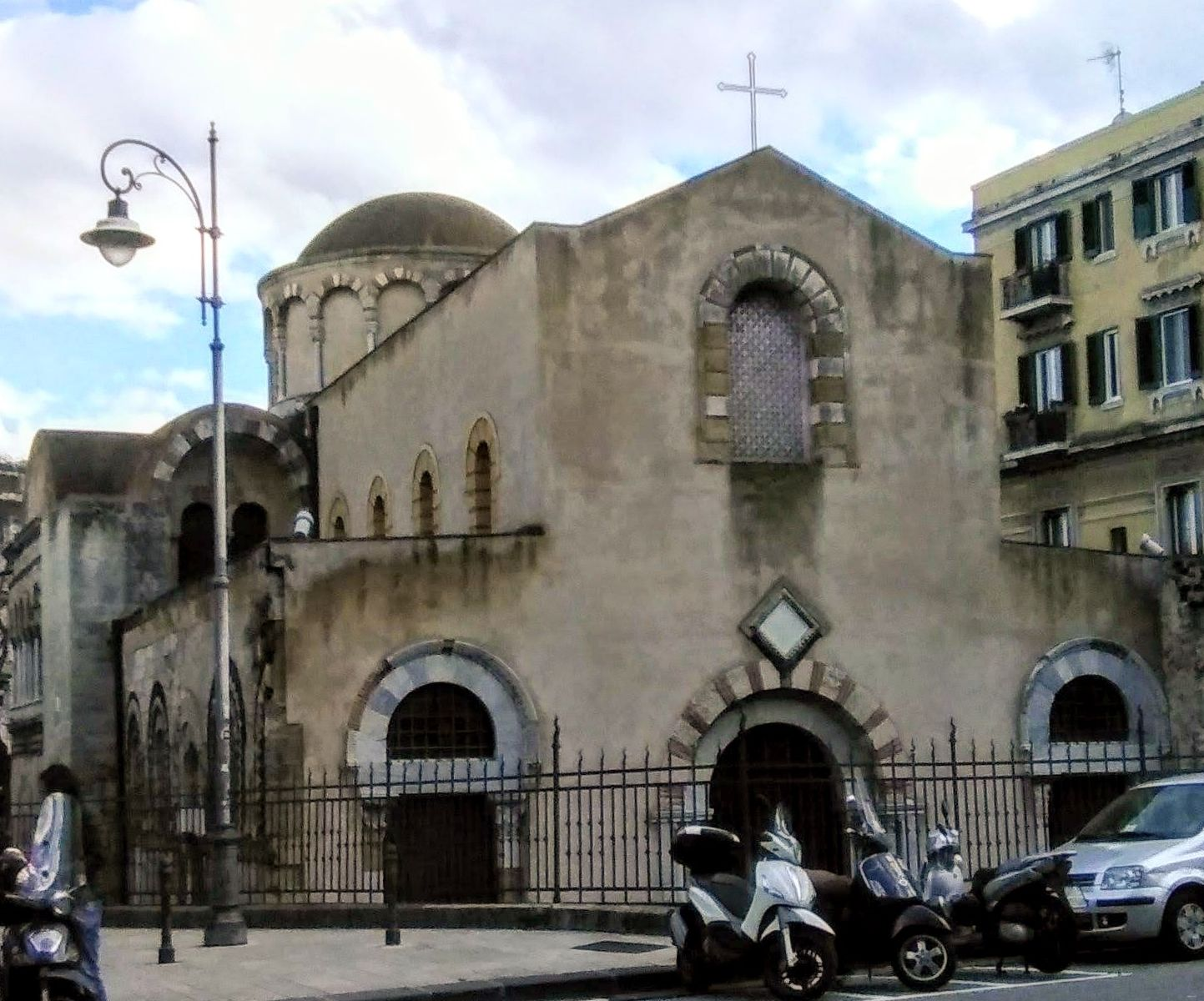
Fachada da igreja. Frente à Via Cesare Battisti